# Bagieńskie
Bagieńskie (niem. Bagensken, 1938–1945 Lehmannsdorf) – uroczysko, dawna miejscowość w Polsce położona w województwie warmińsko-mazurskim, w powiecie piskim, w gminie Biała Piska.
Pierwotnie były to dwie osady: Lemany (w XV w. wymieniane w dokumentach pod nazwą Lemanis) i Truszki, powstałe w prokuratorii piskiej w ramach kolonizacji Wielkiej Puszczy na dawnym obszarze Galindii. Później scalone w jedne dobra ziemskie zwane Bagieńskimi, będące w posiadaniu drobnego rycerstwa (tak zwani wolni, ziemianie w języku staropolskim), z obowiązkiem służby rycerskiej (zbrojnej). Wieś ziemiańska, w latach 1448–1454 w posiadaniu Stańka Truszki.
W 1448 wicekomtur bałgijski Kasper Zolner za zgodą komtura Eberharda von Wesenthau wystawił dla niego przywilej na dobra służebne na 12 łanach na prawie magdeburskim z obowiązkiem jednej służby zbrojnej. Wieś leżała między Guzkami, Pietrzykami i Kumielskiem. Lemany powstały przed wojną trzynastoletnią (1454–1466; I wzmianka z 1448). Lemany jako samodzielne dobra lokowane były przez komtura Zygfryda Flacha von Schwartzburga w 1471 na 10 łanach (w dawnych granicach) na prawie magdeburskim, z obowiązkiem jednej służby zbrojnej. Przywilej otrzymał Piotr Leman i Piotr Zagroba (Sagrobo). Prawdopodobnie początkowo były to dobra lemańskie. Bagieńskie wymieniane były w dokumentach z lat 1486, 1556, 1565.